# 3 dobás
A 3 dobás vagy Három dobás (eredeti címe: 3 Strikes) egy 2000-es amerikai vígjáték, amelyet DJ Pooh rendezett. A produkció főszerepében Brian Hooks, N’Bushe Wright és Faizon Love. 
A film premierjét 2000. március 1-jén mutatták be az Egyesült Államokban. Magyarországon videokazettán volt elérhető 2001. február 1-től. Habár a kritikusok nagyon negatívan nyilatkoztak a produkcióról, a 3 dobás nyereséges volt.

## Cselekmény
Rob Douglast másodszor engedték ki a börtönből. Mivel fél egy harmadik elítéléstől, ami életfogytiglani börtönbüntetést vonna maga után, úgy dönt, hogy egyenes útra tér, és otthagyja az utcai életet. Barátja, J.J. veszi fel őt a kocsiján, amikor megjelenik a rendőrség, és J.J. autójáról kiderül, hogy lopott. Amikor barátja, J.J. megsebesül, és őrizetbe veszik, Douglas megtudja, hogy ő is érintett a lövöldözésben. A próbaidős tisztjéhez fordul segítségért, hogy bizonyítsa ártatlanságát, de csak azt tudja tanácsolni, hogy adja fel magát. J.J. Douglasre akarja kenni a bűntényt.
Dahlia középiskolás kora óta ismeri Douglast, és szexért cserébe segít neki információhoz jutni. A rendőrség kideríti, hogy J.J. állt a lopás mögött, és hogy másra akarta kenni a lopást. Amikor Douglas kioson Dahlia otthonából, a rendőrség megjelenik, és egy kutyát küld utána. Douglasnek sikerül eljutnia a kocsijához, és nagy sebességű üldözés veszi kezdetét.
A tárgyaláson a bíró elutasítja a bűncselekmény vádját. Mivel azonban Douglas a börtönből való távozása után nem jelentkezett a próbaidős tisztjénél, 30 nap börtönbüntetésre ítélik feltételes szabadlábra helyezésének megszegése miatt. A családja közli Douglas-szal, hogy ezúttal ők jönnek érte, amikor szabadul. Egy utószóban elhangzik, hogy Douglast végül a túlzsúfoltság miatt idő előtt kiengedték a börtönből.

## Szereplők
| Szerep                | Színész            | Magyar hangja    |
| --------------------- | ------------------ | ---------------- |
| Rob Douglas           | Brian Hooks        | Dévai Balázs     |
| Juanita Johnson       | N’Bushe Wright     | Liptai Claudia   |
| Tone                  | Faizon Love        | Schneider Zoltán |
| Mike                  | E-40               | Bognár Tamás     |
| Douglas mama          | Starletta DuPois   | Andresz Kati     |
| Douglas papa          | George Wallace     | Orosz István     |
| Jenkins nyomozó       | David Alan Grier   | Fazekas István   |
| Roberts rendőr        | Dean Norris        | Németh Gábor     |
| Buela Douglas         | Meagan Good        | n.a              |
| Dahlia                | Mo’Nique           | n.a              |
| J.J.                  | De’aundre Bonds    | Minárovits Péter |
| Jim Douglas nagybácsi | Antonio Fargas     | Imre István      |
| Cortino               | Vincent Schiavelli | Várkonyi András  |
| Saldamo               | John Verea         | Breyer Zoltán    |
| T-Bird                | Rashaan Nall       | Molnár Levente   |
| börtönőr              | Anthony Anderson   | n.a              |

## Fogadtatás

### Kritikai visszhang
A film roppant gyenge teljesítményt mutatott fel. A Rotten Tomatoeson 0%-os minősítést ért el 29 értékelés alapján, az összefoglaló szerint: „A 3 dobásból hiányzik a rendezés, és az igénytelen humor nem is olyan vicces.” Joe Laydon a Varietytől azt írta: „Túlságosan erősen támaszkodik olyan gegek többszöri megismétlésére, amelyek elsőre nem különösebben viccesek.” Jonathan Foreman a New York Posttól azt írta: „Dögunalmas, és nem vicces.”
A MetaCritic 11 pontot adott a 100-ból 16 értékelés alapján. Lisa Schwarzbaum az Entertainment Weeklytől azt írta: „Az üres viccek nehézkesen lógnak a levegőben.” Maitland McDonagh a TV Guide Magazine-tól azt írta: „Ez a kép egyszerűen alaktalan és harsány. Eldobható, felejthető és egy olyan közönségnek szól, akit nem is érdekel.” John Petrakis a Chicago Tribune-től azt írta: „A humor nagy része a 14 éveseknek szól.”

### Bevétel adatai
A Box Office Mojo szerint a film nyereséges volt. A 3,4 millió dolláros költségvetésre 9,8 millió dollár bevétel keletkezett.